# Timagoras z Chalkis
Timagoras z Chalkis (stgr. Τιμαγόρας) – bliżej nieznany grecki malarz i poeta epoki klasycznej.
Pochodził z Chalkis na Eubei i działał w połowie V wieku p.n.e. Znany jedynie ze wzmianki u Pliniusza Starszego, który podaje, że pokonał on sławnego Panajnosa w konkursie malarskim podczas igrzysk pytyjskich. Fakt ten, który Pliniusz umieszcza w okresie 83 olimpiady (lata 448–445 p.n.e.), miał znajdować potwierdzenie w wierszu autorstwa samego Timagorasa.
Utwór jego nie zachował się do naszych czasów i nieznany jest też temat konkurencji malarskiej, w której artysta uczestniczył. Najpewniej też nie zachowały się żadne jego prace malarskie. Nie należy mylić go z innym twórcą tego imienia – rzeźbiarzem rodyjskim z epoki hellenistycznej.